# 데저트 다이아몬드 아레나
데저트 다이아몬드 아레나(영어: Desert Diamond Arena)은 미국 애리조나주 글렌데일에 위치한 실내 경기장이다. 과거 NHL 애리조나 카이오티스의 홈경기장으로 사용했다.